# 곰녹음기
곰녹음기는 곰앤컴퍼니에서 만든 컴퓨터의 소리와 마이크, 외부오디오기기를 녹음할 수 있는 녹음기다.

## 기능
- 녹음입력 : 컴퓨터의 소리, 마이크, CD, DVD등 녹음할 수 있다
- 파일포맷 : WAV, MP3, OGG를 지원한다
- 파일음질 : AM,FM 라디오음질에서 CD 음질등 최대 320kbps까지 지원한다.
- 녹음시, 일시정지 기능과 특정시간이 지나면 자동정지기능이 있다.
- wav파일을 제외한 파일을 tag정보를 입력 할 수 있다.
- 곰오디오 자르개로 필요한 부분만을 추출해서 파일을 만들수 있다.

## 같이 보기
- 곰플레이어
- 곰오디오
- 곰인코더
- 곰TV